# Politique à Wallis-et-Futuna
La politique à Wallis-et-Futuna (environ 11 000 habitants en 2025) se caractérise par un enchevêtrement des autorités coutumières, religieuses et des institutions françaises. Cette collectivité d'outre-mer française est gérée depuis 1961 par un Administrateur supérieur qui applique les décisions du gouvernement métropolitain. Sa politique est à la fois gérée localement par l'Assemblée territoriale des îles Wallis et Futuna, mais aussi par les trois rois coutumiers qui ont un rôle politique important et s'occupent des affaires coutumières. Étant collectivité d'outre-mer française, elle est représentée législativement par un député ainsi qu'un un sénateur. L'influence de l’Église catholique est également très forte dans ce territoire.

## Fonctionnement
Les institutions du territoire de Wallis-et-Futuna ont été fixées par la loi du 29 juillet 1961, que l'article 74 de la Constitution de 2003, qui l'englobe parmi les collectivités d'outre-mer, n'a pas aboli. Cela lui confère une situation juridique et administrative très particulière au sein de l'Outre-mer français car à Wallis-et-Futuna, si l'État français est républicain et laïque, la situation politique locale ne l'est pas : c'est un équilibre entre les trois royautés coutumières et l'Église catholique.
De plus, le fonctionnement et l'organisation des rois coutumiers est totalement indépendant de la direction de l'administration supérieure. Dans son jugement du 12 mars 2007, le tribunal administratif de Mata-Utu a jugé que la loi interdit toute immixtion de l'administrateur supérieur dans le fonctionnement des autorités coutumières. Initialement, l'intention des législateurs en 1961 était de permettre une évolution législative où l'administration aurait l'essentiel du pouvoir. Toutefois, cela n'a pas eu lieu et les autorités coutumières conservent un pouvoir important.

### Assemblée territoriale
- DVG (10)
- PS (1)

Majorité (11)
DVG (10)
PS (1)
Opposition (9)
SE (5)
DVC (3)
DVD (1)
LR (1)

L'assemblée territoriale, (en wallisien : Fono fakatelituale o Uvea mo Futuna) est assemblée délibérante. de Wallis-et-Futuna. Elle a été instituée par l'article 11 de la loi statutaire du 28 juillet 1961. Aujourd'hui, elle se compose de vingt représentants élu au scrutin proportionnel plurinominal. On compte 13 représentants pour Wallis, comprenant 6 représentants pour le district de Mua, 4 pour celui de Hahake et 3 pour le district de Hihifo. Pour Futuna plus petite ile, il n'y a que 7 représentants, 4 pour le district d'Alo et 3 pour celui de Sigave,,.
L'assemblée territoriale se tient deux fois par an avec une session administrative en milieu d'année et une session budgétaire en fin d'année, pour une durée maximale de 45 jours chacune. Des sessions extraordinaires, n'excédant pas 15 jours, peuvent également avoir lieu. Elle est dirigée par un président élu tous les ans par les membres de l'assemblée territoriale après l'ouverture de la session budgétaire.
Depuis le 25 mars 2022, Munipoese Muli'aka'aka est président de cette assemblée.

### Rois coutumiers
Wallis-et-Futuna est constitué de trois royaumes coutumiers : Uvea à Wallis, Alo et Sigave à Futuna. Ils sont dirigés par des rois, choisie parmi les familles nobles ('alki). Ces souverains sont assistés par des ministres coutumiers, des chefs de district (à Wallis) et des chefs de village. Tous ces titres sont masculins (même si à Wallis, quatre femmes ont déjà exercé la fonction royale).
Le pouvoir des rois coutumiers est reconnu par le statut de 1961. Ils sont chargés des affaires coutumières, qui inclut notamment la gestion du foncier - il est impossible de vendre une terre à Wallis-et-Futuna, la gestion des ressources, et la justice coutumière. Ils ont une grande influence sur leurs royaumes et ils assistent à l'Assemblée territoriale.
Ce sont les seuls rois à encore diriger en France par l'article 75 de la Constitution française qui attribue un « statut personnel » à ce territoire. À ce jour, les trois rois coutumiers sont Patalione Kanimoa pour Uvea, Lino Leleivai pour Alo et Eufenio Takala pour Sigave. Ils reçoivent une indemnité de la part de l’État français.

### Représentation législative

Carte de la circonscription de Wallis-et-Futuna couverte par un député et un sénateur.

La circonscription de Wallis-et-Futuna est créée à la suite de la transformation du protectorat de Wallis-et-Futuna en territoire d'outre-mer (devenu collectivité d'outre-mer en 2003) le 29 juillet 1961. Les îles Wallis et Futuna ont dès lors un député et un sénateur pour les représenter au niveau national.
La circonscription de Wallis-et-Futuna est délimitée par le découpage électoral de la loi no 85-691 du 10 juillet 1985, elle regroupe 3 circonscriptions territoriales, celles de Alo, Sigave et Uvea qui correspondent chacune à un royaume coutumier.
Depuis le 25 juin 2022, Mikaele Seo est le député de la circonscription de Wallis-et-Futuna, et depuis septembre 2020 Mikaele Kulimoetoke est sénateur de cette même circonscription.

### Administrateur supérieur

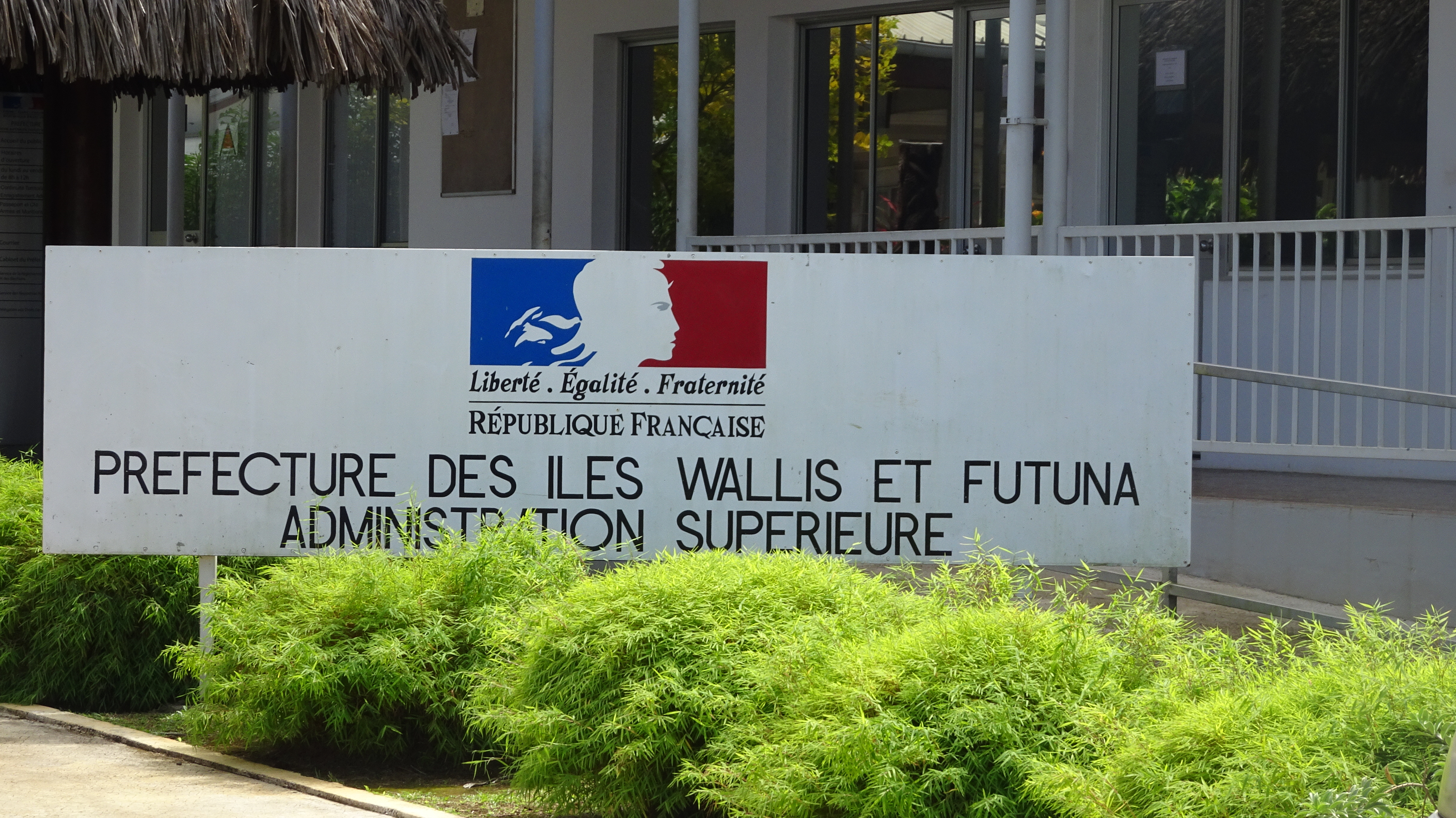
Entrée de l'administration supérieure à Wallis.

L'administrateur supérieur des îles Wallis-et-Futuna exerce les fonctions de chef du territoire. Il représente le gouvernement français et il détient le pouvoir exécutif. Il doit donc prendre compte et assurée la bonne application des lois, décrets et règlements partout dans le territoire. Il préside d'ailleurs le conseil territorial. Le préfet a un droit de veto sur les lois votées par l’Assemblée territoriale (sauf en ce qui concerne le foncier et les programmes de développement). Il est aussi l'unique responsable de la sécurité du territoire avec la gestion des gendarmes et des gardes territoriaux. L'administration se trouvant à Wallis, elle est aussi secondée par une antenne se trouvant à Futuna, administrer par un sous-préfet. L'administrateur se charge aussi de représenter le territoire lors de ce déplacement à l'étranger, notamment dans les organisations internationales de la Communauté du Pacifique et du Forum des îles du Pacifique où le territoire est présent.
Depuis 2023, c'est Blaise Gourtay qui occupe le poste d'administrateur du territoire.